# پلیمتری
پلیمتری (به انگلیسی: Plymtree) یک منطقهٔ مسکونی در بریتانیا است که در East Devon واقع شده‌است. پلیمتری ۶۰۵ نفر جمعیت دارد.